# Baron Villiers
Baron Villiers war ein erblicher britischer Adelstitel, der zweimal in der Peerage of England verliehen wurde.

## Verleihungen
Erstmals wurde der Titel Baron Villiers, of Daventry in the County of Northampton, am 18. April 1623 an Christopher Villiers, verliehen, als nachgeordneter Titel zum gleichzeitig verliehenen Titel Earl of Anglesey. Beide Titel erloschen beim Tod seines Sohnes, des 2. Earl, am 4. Februar 1661.
In zweiter Verleihung wurde am 13. Oktober 1697 der Titel Baron Villiers, of Hoo in the County of Kent, für Edward Villiers neu geschaffen, als nachgeordneter Titel zum gleichzeitig verliehenen Titel Viscount Villiers. Am 13. Oktober 1697 wurde er zudem zum Earl of Jersey erhoben. Die Viscountcy und die Baronie sind seither nachgeordnete Titel des Earldoms.

## Liste der Barone Villiers

### Barone Villiers, erste Verleihung (1623)
- Christopher Villiers, 1. Earl of Anglesey, 1. Baron Villiers († 1630)
- Charles Villiers, 2. Earl of Anglesey, 2. Baron Villiers († 1661)

### Barone Villiers, zweite Verleihung (1691)
- Edward Villiers, 1. Earl of Jersey, 1. Baron Villiers (1656–1711)
- William Villiers, 2. Earl of Jersey, 2. Baron Villiers († 1721)
- William Villiers, 3. Earl of Jersey, 3. Baron Villiers († 1769)
- George Villiers, 4. Earl of Jersey, 4. Baron Villiers (1735–1805)
- George Child-Villiers, 5. Earl of Jersey, 5. Baron Villiers (1773–1859)
- George Child-Villiers, 6. Earl of Jersey, 6. Baron Villiers (1808–1859)
- Victor Child-Villiers, 7. Earl of Jersey, 7. Baron Villiers (1845–1915)
- George Child-Villiers, 8. Earl of Jersey, 8. Baron Villiers (1873–1923)
- George Child-Villiers, 9. Earl of Jersey, 9. Baron Villiers (1910–1998)
- William Child-Villiers, 10. Earl of Jersey, 10. Baron Villiers (* 1976)

Titelerbe (Heir apparent) ist der Sohn des aktuellen Titelinhabers, George Child-Villiers, Viscount Villiers (* 2015).